# 薩長土
薩長土（さっちょうど）は、幕末期、「雄藩」と呼ばれ、多くの志士を輩出し、明治維新の原動力となった薩摩藩、長州藩、土佐藩の「勤皇三藩」の総称、あるいは、この3藩出身の志士たちの総称。戊辰戦争の頃から肥前藩を加え、「薩長土肥」と呼ばれる明治の主要政治勢力の母体となった。

## 関連人物
- 薩摩藩
  - 島津久光
  - 島津忠義（島津茂久）
  - 小松清廉（小松帯刀）
  - 大久保利通（大久保一蔵）
  - 西郷隆盛（大島三右衛門 大島吉之助 西郷吉之助）
  - 吉井友実（吉井幸輔）
  - 五代友厚（五代才助）
  - 黒田清隆（黒田了介）
  - 桐野利秋（中村半次郎）
  - 田中新兵衛
  - 高崎正風（高崎左太郎）
- 長州藩
  - 毛利敬親（毛利慶親）
  - 毛利元徳（毛利定広 毛利広封）
  - 周布政之助
  - 吉田松陰（吉田寅次郎）
  - 木戸孝允（桂小五郎 木戸貫治 木戸準一郎）
  - 大村益次郎（村田蔵六）
  - 広沢真臣（波多野金吾 広沢兵介）
  - 井上馨（井上聞多）
  - 高杉晋作（谷潜蔵）
  - 所郁太郎
  - 久坂玄瑞（久坂義助）
  - 吉田稔麿（吉田栄太郎）
  - 入江九一（入江杉蔵）
  - 伊藤博文（伊藤俊輔 伊藤春輔）
  - 山田顕義（山田市之允）
  - 前原一誠（佐世八十郎）
  - 赤禰武人
  - 山縣有朋（山県狂介）
  - 大楽源太郎
- 土佐藩
  - 山内容堂（山内豊信）
  - 山内豊範
  - 後藤象二郎
  - 板垣退助
  - 武市瑞山（武市半平太）
  - 中岡慎太郎（石川誠之助 石川清之助）
  - 坂本龍馬（才谷梅太郎）
  - 土方久元（土方楠左衛門）
  - 近藤長次郎（上杉宋次郎）
  - 望月亀弥太
  - 北添佶摩（北添佶麿 北添源五郎 本山七郎）
  - 新宮馬之助
  - 松本奎堂（松本謙三郎）
  - 池内蔵太（細川左馬之助 細井徳太郎）
  - 吉村虎太郎（吉村寅太郎）
  - 岡田以蔵
  - 中浜万次郎(ジョン万次郎)
  - 岩崎弥太郎